# شینجی کوبایاشی
شینجی کوبایاشی (انگلیسی: Shinji Kobayashi؛ زادهٔ ۲۴ اوت ۱۹۶۰) بازیکن فوتبال اهل ژاپن است.
از باشگاه‌هایی که در آن بازی کرده‌است می‌توان به باشگاه فوتبال سانفریس هیروشیما اشاره کرد.